# Уол, Кен
Кен Уол (англ. Ken Whal; род. 14 февраля 1957 года) — американский актёр, популярный в 1980-е годы. Наиболее известен ролью Ричи Дженнаро в драме «Странники» и ролью Винсента Терранова в телесериале «Умник». В 1990 году Уол за исполнение роли Винсента Терранова получил премию «Золотой глобус» в номинации «лучшая мужская роль в телевизионном сериале». Вынужден был завершить карьеру из-за перелома шеи и травмы спинного мозга, которую он получил в марте 1992 года.

## Биография
О ранних годах жизни Кена Уола известно мало. По неустановленным причинам, актёр исказил большинство фактов своей биографии. По одной из версии Кен родился 14 февраля 1957 года в городе Чикаго. Он был 9 ребёнком в семье из 11 детей. По другой версии он родился 31 октября 1954 года и его настоящее имя Энтони Кальзаретта. Однако сам Уол это не подтвердил, но в 2004 году признал что его настоящее имя неизвестно широкой публике, а «Кен Уол» — это творческий псевдоним, взятый в честь человека, который ценой своей жизни спас жизнь его отцу в начале 1950-х во время войны в Корее.
В последующие годы актёр утверждал что провел детство и юность в штатах Нью-Йорк, Аризона и Иллинойс. Также он утверждал, что некоторое время его семья проживала на территории штата Нью-Мексико, однако впоследствии признал что это ложь. В начале 1970-х его семья обосновалась в одном из пригородов Чикаго, где Кен начал посещать школу Bremen High School. В школьные годы он занимался спортом и входил в школьную команду по бейсболу, но из-за травмы колена, которую он получил в возрасте 15 лет, будущий актёр был вынужден бросить этот вид спорта. Он не увлекался алкоголем и наркотиками и не имел проблем с законом. Вследствие материальных трудностей в свободное от учёбы время Кен Уол подрабатывал сторожем и уборщиком в школе. По одной из версий, он окончил школу в 1975 году, однако эта информация впоследствии не подтвердилась. По другой, Уол в середине 1970-х бросил школу, после чего был вынужден заниматься низкоквалифицированным трудом и перебиваться случайными заработками. Обладая модельной внешностью и харизмой, В 1977 году Кен покинул штат Иллинойс и переехал в Лос-Анджелес, где начал посещать курсы актёрского мастерства.

## Кинокарьера
Летом 1978 года Кен Уол отправил свою фотографию кинопродюсеру Скотту Рудину для участия в кастинге в процессе производства фильма «Странники». Уол прошёл кастинг и получил главную роль в фильме, после чего отправился в Нью-Йорк, где осенью того же года состоялись съемки. Фильм вышел на экраны 13 июля 1979 года, имел кассовый успех и получил признание критики. Фильм впоследствии получил статус культового и дал толчок к развитию кинокарьеры Уола. На волне успеха Кен в 1981 и 1982 годах получил сразу несколько предложений и принял участие в съемках сразу нескольких картин. Он получил одну из главных ролей в социальной драме «Форт Апач. Бронкс», где его напарником стал именитый Пол Ньюман. Фильм вышел на экраны в 1981 году. Получил смешанные отзывы, но имел кассовый успех и заработал в прокате более 65 миллиона долларов, благодаря чему Уол закрепил свой успех.
В том же году он отправился в Новую Зеландию, где снялся в приключенческом фильме «К сокровищам автокатастрофы» и исполнил главную роль в фильме «Паническое бегство», где его коллегой по съемочному процессу был Джадж Рейнхолд, однако эти фильмы не имели успеха. В 1982 году Кен Уол исполнил главную роль в высокобюджетном боевике «Солдат», съемки фильма прошли в Австрии, Германии, Израиле и на территории ряда штатов США. Фильм получил негативные отзывы критиков и провалился в прокате. В сентябре 1982 года на экраны вышел комедийный фильм «Сглазили!», где Кен Уол также исполнил главную роль. На протяжении всего съемочного процесса царила напряженная обстановка из-за враждебности Уола к его партнёрше по фильму Бетт Мидлер, благодаря чему его игра была невысоко оценена критиками и фильм при бюджете в 13 миллионов долларов фильм провалился в прокате. После выхода фильма Мидлер подала на Кена Уола в суд за клевету и оскорбление личности.
После ряда неудач, в карьере Кена произошёл небольшой спад. Он продолжал исполнять главные роли в фильмах, но в проектах с высокими бюджетами ему больше не предлагали ролей. В 1984 году он совместно с Шерил Лэдд исполнил главную роль в низкокобюджетной военной драме «Пурпурные сердца (фильм, 1984)», фильм получил смешанные отзывы и не получил широкого признания, после чего Уол принял решение сниматься на телевидении. Он исполнил главную роль в низкобюджетном боевике Абеля Феррара «Гладиатор», где он снялся вместе Нэнси Аллен, исполнил второстепенную роль в фильме «Грязная дюжина: Новое задание» и сериале «Наглость вдвойне», который был снят с производства после съемок 6 эпизода из-за низких рейтингов.
В 1987 году Кен принял участие в съемках сериала «Умник». Сериал вышел на экраны в сентябре 1987 года и получил признание критики. Всего было выпущено 4 сезона и 75 эпизодов. Сериал имел успех и быстро завоевал популярность. В разные годы в нём снимались такие актёры как Джонатан Бэнкс, Кен Дженкинс, Аннетт Бенинг, Рэй Шарки, а также малоизвестные на тот момент Кевин Спейси и Стэнли Туччи. В 1988, 1989 и 1990 годах сериал в различных номинациях номинировался на премии Эмми и Золотой глобус. Кен Уол дважды, в 1989 и 1990 годах был номинирован на обе премии как «лучший актёр драматического телесериала». В 1990 году он одержал победу и стал лауреатом премии Золотой глобус. Пик популярности актёра пришёлся на эти годы. На волне успеха Уол в 1990 году снялся ещё в двух фильмах, в высокобюджетном фильме «Захват Беверли-Хиллз», бюджет которого составил 19 миллионов долларов и где он исполнил главную роль и в фильме «Услуга» с бюджетом 12 миллионов долларов. Но из-за банкротства кинокомпании «Orion Pictures», «Захват Беверли-Хиллз» провалился в прокате, а «Услуга» вышел на экраны только лишь в 1994 году. В 1992 году получив травму, актёр был вынужден завершить кинокарьеру.

## Травма
В 1992 году Кен Уол в результате несчастного случая получил перелом шейного отдела позвоночника с повреждением спинного мозга и оказался полностью парализованным. В течение последующих двух с половиной лет с момента травмы актёр перенес несколько операций и лечебные реабилитационные мероприятия для восстановления функций спинного мозга. В результате успешной реабилитации актёр восстановился и встал на ноги, но получил инвалидность. В течение нескольких последующих лет актёр утверждал что причиной травмы стало дорожно-транспортное происшествие. В 2004 году Уол заявил, что настоящей причиной травмы стало падение с лестницы в доме актёра Родни Дэнджерфилда, с женой которого Уол состоял в интимной связи и вынужден был распространить неверные сведения об инциденте опасаясь публичной огласки. После реабилитации Кен Уол испытывал проблемы со сном и страдал от хронических неврологических болей. В 1996 году он попытался возобновить карьеру и снова снялся в роли Винни Терранова в полнометражном фильме «Умник». Однако из-за проблем со здоровьем Уола, съемки фильма постоянно прерывались и превратились в сложный и длительный процесс, благодаря чему после их завершения Кен Уол завершил карьеру актёра окончательно. Фильм вышел на экраны в мае 1996 года и получил негативные отзывы критиков.

## Последующая деятельность
После завершения карьеры Кен Уол впал в депрессию, стал вести маргинальный образ жизни и увлекаться алкоголем. В 1995 году актёр был арестован за нарушение общественного порядка и вождение в нетрезвом виде. В декабре 1996 года Уол будучи в состоянии алкогольного опьянения совершил акт вандализма в одном из баров Лос-Анджелеса и попытку нападения на бармена. После ареста и предъявления обвинений, в марте 1997 года он был признан виновным и в качестве наказания был направлен на принудительное лечение от алкогольной зависимости в один из реабилитационных центров. В 2009 году актёр объявил о своем банкротстве. Причиной этого стали безработица, алиментные обязательства и преступные махинации с его недвижимостью и банковскими счетами, в совершении которых он обвинил свою бывшую жену Коринну Альфен и своего бывшего менеджера Генри Левина. В марте 2009 года актёр подал на них в суд и потребовал возмещения убытков на сумму более 3 миллионов долларов. С 2013 года Уол начал заниматься общественной деятельностью. Он стал выступать в защиту животных и предотвращение жестокого обращения с ними а также стал активистом гражданских организаций призывающих и принимающих усилия по предотвращению самоубийств среди военнослужащих армии США страдающих посттравматическим стрессовым расстройством. Актёр проживает в штате Аризона и избегает публичности.